# Pseudamiops
Pseudamiops is een geslacht van straalvinnige vissen uit de familie van kardinaalbaarzen (Apogonidae). Het geslacht is voor het eerst wetenschappelijk beschreven in 1954 door Smith.

## Soorten
- Pseudamiops diaphanes Randall, 1998
- Pseudamiops gracilicauda Lachner, 1953
- Pseudamiops pellucidus Smith, 1954
- Pseudamiops phasma Randall, 2001